# Fairview (Karolina Północna)
Fairview – jednostka osadnicza w Stanach Zjednoczonych, w stanie Karolina Północna, w hrabstwie Union.